# Scirpus ancistrochaetus
Scirpus ancistrochaetus är en halvgräsart som beskrevs av Alfred Ernest Schuyler. Scirpus ancistrochaetus ingår i släktet skogssävssläktet, och familjen halvgräs. Inga underarter finns listade i Catalogue of Life.